# 恩诺沙星
恩诺沙星（英語：Enrofloxacin，商品名：拜有利）分子式C
19H
22FN
3O
3，是一种喹诺酮类动物专用抑菌剂。
恩诺沙星对细菌的抑制作用取决于其浓度，通常细菌细胞在恩诺沙星环境下20到30分钟内就会死亡。恩诺沙星对革兰氏阴性菌和革兰氏阳性菌都有效。
2005年9月，美国药监局取消了用恩诺沙星治疗禽类的许可，因为水中的恩诺沙星会造成曲状杆菌产生抗氟性。

## 副作用
散瞳，视力退化。